# ام‌دبلیوسی ۴۸۰
ام‌دبلیوسی ۴۸۰ (انگلیسی: MWC 480) ستارهٔ منفردی است که در فاصلهٔ ۵۰۰ سال نوری از زمین در صورت فلکی ارابه‌ران قرار دارد. این ستاره در منطقهٔ ستاره‌زایی توروس-اوریگا قرار دارد.[۸] این نام به کاتالوگ کوه ویلسون از ستاره‌های B و A با خطوط هیدروژنی درخشان در طیف آنها اشاره دارد.[۹] با قدر ظاهری ۷٫۶۲، آنقدر ضعیف است که با چشم غیر مسلح دیده نمی‌شود.

## ویژگی‌ها
ام‌دبلیوسی ۴۸۰ یک ستارهٔ جوان Herbig Ae/Be است؛ دسته‌ای از ستارگان جوان با گونه‌های طیفی A یا B، اما کاملاً جوان هستند و هنوز ستاره‌های رشتهٔ اصلی نیستند. ام‌دبلیوسی ۴۸۰ حدود ۷ میلیون سال قدمت دارد. جرم آن تقریباً دو برابر جرم خورشید است و اندازهٔ آن حدود ۱٫۶۷ شعاع خورشیدی تخمین زده می‌شود.
ام‌دبلیوسی ۴۸۰ دارای تابش‌های پرتو ایکسی است که نمونه‌ای از یک ستاره Herbig Ae/Be پیش رشتهٔ اصلی است، اما با مرتبه‌ای از جذب فوتوالکتریک بیشتر. این یک پوشش گاز-غبار دارد و توسط یک دیسک پیش سیاره‌ای احاطه شده‌است که حدود ۱۱٪ جرم خورشید است. دیسک در حدود ۳۷ درجه به سمت خط دید، در زاویه موقعیت حدود ۱۴۸ درجه متمایل است. ستاره شناسان با استفاده از ALMA (آرایه میلی‌متری/زیر میلی‌متری بزرگ آتاکاما) دریافتند که دیسک پیش سیاره ای احاطه کنندهٔ ام‌دبلیوسی ۴۸۰ حاوی مقادیر زیادی متیل سیانید (CH3CN)، یک مولکول پیچیده مبتنی بر کربن است. هیدروژن سیانید (HCN) نیز در دیسک شناسایی شده‌است. هنوز هیچ نشانه‌ای از تشکیل سیاره کشف نشده‌است.